# Hasna Begum
Hasna Begum, née le 24 février 1935 et morte le 1er décembre 2020, est une philosophe et féministe bangladaise, et professeur de philosophie à l'Université de Dacca jusqu'à sa retraite en décembre 2000.

## Biographie
Hasna Begum naît à Dacca en 1935. Fille d'Abdul Hafiz et de Rabeya Khatun, elle est l'aînée des deux filles du couple. En 1949, alors qu'elle a 14 ans, un cousin de 25 ans son aîné, la demande en mariage. Pour éviter cette union, sa mère la marie à Nuruddin Md Selim, fils d'un professeur. Elle a son premier enfant la même année. Durant les treize années qui suivent, elle est femme au foyer et mère de six enfants.
Pour aider aux dépenses de la famille, elle prend un travail de professeur dans une école maternelle. Cela la pousse à reprendre ses études. Elle suit des cours du soir, encouragée par son mari. Elle obtient son Bachelor of Arts (1968) et Master of Arts (1969) de l'Université de Dacca et son doctorat (1978) en philosophie morale de l'Université Monash, où elle est la première doctorante du philosophe australien Peter Singer. Le titre de sa thèse de doctorat est Moore's Ethics: Theory and Practice. Begum est une auteur prolifique et a traduit un certain nombre de classiques philosophiques en bengali.
Elle est présidente du département de philosophie de l'Université de Dacca de 1991 à 1994 et est nommée à la Commission des subventions universitaires (UGC) de la chaire Rokeya du Bangladesh en 2010,. Elle est membre du conseil d'administration de l'Association internationale de bioéthique (IAB) de 1997 à 2005 ; est membre du comité de rédaction de la revue scientifique Bioethics (en) ; et est membre du comité de rédaction du Eubios Journal of Asian and International Bioethics (EJAIB).

### Mort
Begum est morte du COVID-19 dans un hôpital de Dacca, au Bangladesh, le 1er décembre 2020, lors de la pandémie. Elle avait 85 ans.

## Œuvres
Liste non exhaustive

### Livres
- (en) Moores Ethics Theory and Practice, Dhaka University, 1982
- (bn) Morality, Women and Society, Bangla Academy, 1990recueil d'articles
- (en) Women in the Developing World: Thoughts and Ideals
- (en) Ethics in Social Practice, Academia Publishers, 2001
- (bn) Women and Other Issues, Hakkani, 2002

### Articles
En plus des livres, Hasna Begum a rédigé de nombreux articles pour diverses revues scientifiques.